# Refúgio de Vida Silvestre de Boa Nova
O Refúgio de Vida Silvestre de Boa Nova é uma reserva de vida selvagem situada integralmente no município de Boa Nova, no estado da Bahia. Ela possui uma área total de cerca de quinze mil hectares e é adjacente a segmentos do Parque Nacional de Boa Nova.
Os dois foram criados por decreto em 11 de junho de 2010, o sítio se localiza no bioma da Mata Atlântica e tem como objetivos proteger e regenerar totalmente os ecossistemas naturais na transição entre a Mata Atlântica e a Caatinga.
O refúgio está na rota internacional de observação de aves. A visitação é liberada ao público. Nas áreas de propriedade particular, é necessário a autorização do proprietário e alguns exigem a contratação de um guia local.
Na zona de amortecimento, que é o entorno da unidade de conservação, é permitida atividades de mineração que tenha a autorização do Departamento Nacional de Produção Mineral (DNPM) e licenciamento do órgão ambiental. Dentro da Refúgio há propriedades privadas, que são autorizadas a criar animais domésticos, a cultivar plantas, a utilizar as terras e os recursos naturais de outras formas, desde que em conformidade com o Plano de Manejo.

## Localização
O Refúgio de Vida Silvestre Boa Nova está localizado integralmente no município baiano de Boa Nova. Possi uma área de 15.024 hectares. É adjacente a segmentos do Parque Nacional de Boa Nova. Os objetivos de ambos são proteger e regenerar totalmente os ecossistemas naturais na transição entre a Mata Atlântica e a Caatinga, manter populações viáveis de mamíferos e espécies de aves ameaçadas de extinção, particularmente o Gravatazeiro (Rhopornis ardesiacus), manter e restaurar cursos de água e bacias hidrográficas, e possibilitar a pesquisa científica, a educação, a interpretação ambiental, a recreação em contato com a natureza e o ecoturismo.

## História
Uma consulta pública sobre a criação de um parque nacional e refúgio de vida selvagem no sul de Boa Nova foi organizada pelo Instituto Brasileiro do Meio Ambiente e dos Recursos Naturais Renováveis (IBAMA) em 14 de dezembro de 2006. O Refúgio de Vida Selvagem de Boa Nova e o Parque Nacional da Boa Nova foram criados através de decreto federal em 11 de junho de 2010. Ambos passaram a fazer parte do Corredor Ecológico da Mata Atlântica Central, criado em 2002. O conselho de consultoria da reserva foi criado em 27 de agosto de 2015.
No dia 12 de fevereiro de 2020, o Núcleo de Gestão Integrada ICMBio Sudoeste Baiano, passa a gerir a Reserva, no âmbito do Instituto Chico Mendes de Conservação da Biodiversidade (ICMBio).

## Características
O refúgio está situado em uma área predominante de bioma da Mata Atlântica, com um trecho de transição para a Caatinga. Nesta faixa de transição está a Mata do Cipó, restando apenas 2,6% deste fitofisionomia em todo o país. A flora da reserva é diversa e há regiões de transição entre elas. De oeste para o leste: há a vegetação de caatinga, floresta semidecidual submontana, floresta ombrófila montana e floresta semidecidual de terras baixas. A fauna do sítio, por sua vez, registra 450 espécies de aves, entre elas o urubu-de-cabeça-vermelha, aracuã de-barriga-branca, beija-flor-de-peito-azul, peitica, alegrinho e o Gravatazeiro ou Pêga-de-gravatá (Rhopornis ardesiacus), que tem seu habitat natural na Mata do Cipó e está ameaçado de extinção e atualmente é a ave mais rara da América Latina. Em setembro de 2014, foi encontrado mais um pássaro em perigo de extinção, o macuquinho-baiano-preto. 
O relevo do sítio é bastante ondulado, com variações de altitude entre 440 metros e 1.111 metros, e composto por áreas de predominância de rochas cristalinas do Bloco Jequié, Os solos encontrados são do tipo Podzólico Vermelho Amarelo e Latossolo Vermelho Amarelo. Situa-se ainda na Bacia do rio de Contas, sub-bacia do rio Gongogi e micro-bacia do rio da Uruba.